# Salone dell'Abbondanza (Versailles)

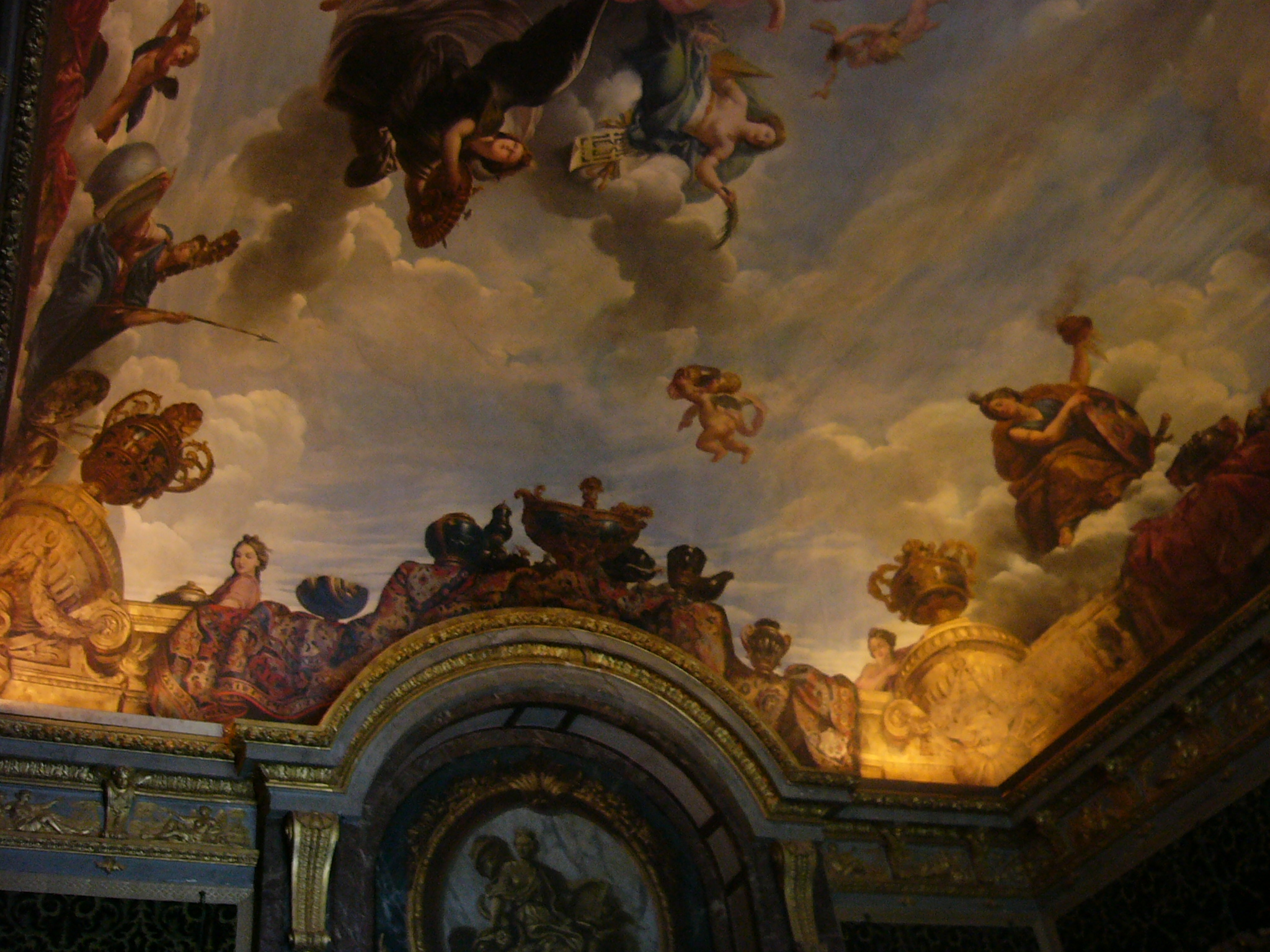
Soffitto del Salone dell'Abbondanza

Il Salone dell'Abbondanza (in francese: Salon de l'Abondance) è una stanza del Grand appartement du roi nella Reggia di Versailles.
Questo salone permetteva l'accesso alla wunderkammer di Luigi XIV e serviva da vestibolo per le tribune della cappella che occupavano il piano del Salone d'Ercole. Normalmente la sala accoglieva banchetti per allietare i cortigiani.
Il dipinto sul soffitto rappresenta L'Abbondanza e la Liberalità e venne realizzato da René-Antoine Houasse verso il 1683, sulla base di un disegno di Charles Lebrun; l'affresco è nel suo complesso un'allegoria alla magnificenza reale.
Alle pareti della stanza si trovano dei dipinti di personaggi di rilievo dell'epoca di Luigi XIV e di allegorie:
- Luigi di Francia (il Gran Delfino); 67 cm x 77 cm, copia dell'originale di Hyacinthe Rigaud datata 1697.
- Luigi di Borbone, duca di Borgogna, di Hyacinthe Rigaud: 80 cm x 110 cm. Olio su tela realizzato tra il 1700 ed il 1725
- Luigi XV, di Jean-Baptiste van Loo. Olio su tela 1,71 m x 2,05 m datato tra il 1716 ed il 1729. Replica dell'originale perduto
- Filippo V di Spagna di Hyacinthe Rigaud
- Abbondanza e Magnificenza, medaglioni ovali di Claude Audran III.